# Oligophlebia
Oligophlebia é um gênero de traça pertencente à família Brachodidae.